# Mario Topuzov
Mario Topuzov (tiếng Bulgaria: Марио Топузов; sinh 25 tháng 7 năm 1999) là một cầu thủ bóng đá Bulgaria thi đấu ở vị trí tiền vệ cho Pirin Blagoevgrad.

## Sự nghiệp

### Pirin Blagoevgrad
Vào tháng 6 năm 2016, Topuzov bắt đầu huấn luyện trước mùa giải cùng với đội chính Pirin Blagoevgrad. Ngày 5 tháng 3 năm 2017, anh ra mắt chuyên nghiệp trong thất bại 0–3 trên sân khách trước Ludogorets Razgrad, vào sân từ ghế dự bị thay cho Stanislav Kostov.